# همین حالا بخر: توطئه خرید
همین حالا بخر: توطئه خرید (به انگلیسی: Buy Now: The Shopping Conspiracy) یک فیلم مستند بریتانیایی است که در سال ۲۰۲۴ توسط نیک استیسی نوشته و کارگردانی شده است و فلورا باگنال آن را تولید کرده است. این فیلم در تاریخ ۲۰ نوامبر ۲۰۲۴ در نتفلیکس منتشر شد.

## خلاصه داستان
این مستند به بررسی فرهنگ مصرف‌گرایی و تبلیغات بازرگانی می‌پردازد و نشان می‌دهد که چگونه برندهای مختلف دنیا برای مجاب کردن مشتریان خود برای خریدِ محصولاتشان از تاکتیک و راهبردهای هوشمندانه و مخفیانه یا به نوعی از الگوی تاریک استفاده می‌کنند. از این طریق مصرف‌کنندگان به خرید بیشتر به ویژه در زمان‌های مخصوصی در سال مثل روزهای پایانی قبل از کریسمس (جمعه سیاه)، روز استقلال ایالات متحده آمریکا، روز ولنتاین، هالووین و غیره سوق داده می‌شوند. فیلم همچنین به تأثیرات منفی این روند یعنی مصرف گراییِ بی‌رویه بر دگرگونی محیط زیست در اقصا نقاطِ جهان پرداخته است.
این فیلم تلاش دارد با استفاده از یک هوش مصنوعی به نام ساشا که نقش راوی را در این فیلم عهده‌دار است، روش‌های تبلیغاتی شرکت‌ها را به نوعی برملا و تشریح کند تا مخاطب بتواند میزان فاجعه‌بار این ضایعات را کمی واضحتر در ذهنش تصور کند. در این فیلم، تأثیرات «خریدِ الکترونیک تنها با یک کلیک!» به تصویر کشیده می‌شود. ایدهٔ خریدِ آنی با یک کلیک یا همان !Buy now که نامِ فیلم از آن برگرفته شده و اشاره به دگمهٔ نارنجی رنگِ خرید در صفحهٔ آمازون دارد، به مشتریان امکان می‌دهد بدون نیاز به بیرون رفتن از خانه و بدون ورود به فروشگاهی، تنها با یک کلیک و به صورت آنلاین خرید کنند.
این نوع از خریدهای آسانِ امروزی، از یک سو به حداکثرسازی سودِ شرکت‌هایی مانند آمازون، اپل، اچ اند ام، آدیداس و غیره که در فیلم نیز از آنها نام برده می‌شود، کمک می‌کند و از سوی دیگر، به هدر رفت منابع طبیعی و افزایش زباله‌ها می‌انجامد.
اهمیت موضوع پرداخته شده در فیلم بازتاب‌هایی در مجلات و رسانه‌های دیگر به همراه داشته.

## بازیگران
این فیلم شامل مصاحبه با اریک لیدکه (Eric Liedtke مدیر اجرایی سابق آدیداس از ۲۰۱۴ تا ۲۰۱۹)، راجر لی (تولیدکننده لباس)، مارن کوستا (Maren Costa طراح سابق آمازون و فعال محیط زیست)، مارا اینشتین (یک مدیر بازاریابی)، پال پولمن (مدیر عامل سابق یونیلور)، کلویی آسام (Chloe Asaam طراح مد)، ماریو بارتیرومو (روزنامه‌نگار و مجری سابق شبکه سی‌ان‌بی‌سی)، نیراو پاتل (Nirav Patel بنیانگذار شرکت فناوریِ اطلاعاتِ فریم‌ورک کامپیوتر) و دیگران می‌باشد.